# Партія національної єдності (Турецька Республіка Північного Кіпру)
Партія національної єдності (тур. Ulusal Birlik Partisi, UBP) — ліберал-консервативна

націонал-консервативна
політична партія Північного Кіпру. Була заснована Рауфом Денкташем 11 жовтня 1975 року. Партія перебувала при владі з моменту свого створення і аж до виборів 2003 (за винятком періоду 1994—1996 рр.).
На парламентських виборах 2009 року в Асамблеї Північного Кіпру UBP здобула 44 % голосів виборців і 26 з 50 місць, сформувавши, таким чином, уряд більшості. Кандидат від UBP, колишній прем'єр-міністр Дервіш Ероглу, набрав на президентських виборах на Північному Кіпрі, які відбулися 17 квітня 2005 року, 22,8 % голосів.
З 2016 року і до виборів 2018 року UBP була старшим партнером у коаліційному уряді, сформованому в союзі з Демократичною партією, а очільник UBP Хусейн Озгюргюн виконував обов'язки прем'єр-міністра. Раніше UBP була молодшим партнером в коаліції з Республіканською турецькою партією, а між 2013 і 2015 роками UBP перебувала в опозиції.
UBP дотримується ідеології турецького націоналізму, виступає за врегулювання кіпрського конфлікту шляхом збереження на острові статус-кво і реалізації програми «Дві держави для двох народів », якій, в свою чергу, противиться ООН та ЄС. В ЄС заявляють, що Туреччина має вивести свої війська з Північного Кіпру перш ніж вона зможе увійти до складу ЄС. Черговий раунд переговорів щодо статусу Північного Кіпру, що проходив наприкінці 2000-х років, не увінчався досягненням будь-якого значимої угоди, не в останню чергу через позицію UBP.

## Вибори
| Рік  | Голосів   | Голосів | Голосів | Місць   | Місць | Уряд                | Примітки       |
| Рік  | #         | %       | Місце   | #       | ±     | Уряд                | Примітки       |
| ---- | --------- | ------- | ------- | ------- | ----- | ------------------- | -------------- |
| 1976 | 408,380   | 53.8    | 1       | 30 / 40 | нова  | в уряді             |                |
| 1981 | 431,732   | 42.5    | 1       | 18 / 40 | ▼ 12  | в уряді             |                |
| 1985 | 546,582   | 36.8    | 1       | 24 / 50 | ▲ 6   | в уряді             |                |
| 1990 | 954,592   | 54.7    | 1       | 34 / 50 | ▲ 10  | в уряді             |                |
| 1993 | 535,316   | 29.8    | 1       | 16 / 50 | ▼ 18  | в опозиції          | в уряді з 1996 |
| 1998 | 440,626   | 40.3    | 1       | 24 / 50 | ▲ 8   | UBP–DP коаліція     |                |
| 2003 | 439,249   | 32.9    | 2       | 18 / 50 | ▼ 6   | в опозиції          |                |
| 2005 | 410,813   | 31.7    | 2       | 19 / 50 | ▲ 1   | в опозиції          |                |
| 2009 | 622,804   | 44.1    | 1       | 26 / 50 | ▲ 7   | в уряді             |                |
| 2013 | 339,864   | 27.3    | 2       | 14 / 50 | ▼ 12  | в опозиції          | в уряді з 2016 |
| 2018 | 1,907,030 | 35.6    | 1       | 21 / 50 | ▲ 7   | в уряді             | в уряді з 2019 |
| 2022 | 1,971,400 | 39.5    | 1       | 24 / 50 | ▲ 3   | UBP–DP-YDP коаліція |                |

## Очільники Партії національної єдності
- Рауф Денкташ (11 жовтня 1975 ― 3 червня 1976)
- Нехат Конук (3 липня 1976 ― 2 березня 1978)
- Осман Ерек (18 квітня 1978 ― 7 січня 1979)
- Мустафа Чагатай (7 січня 1979 ― 30 листопада 1983)
- Дервіш Ероглу (18 грудня 1983 ― 11 лютого 2006)
- Хусейн Озгюргюн (11 лютого 2006 ― 16 грудня 2006)
- Тахсин Ертюрулоглу (16 грудня 2006 ― 29 листопада 2008)
- Дервіш Ероглу (29 листопада 2008 ― 23 квітня 2010)
- Ірсен Кючюк (9 травня 2010 ― 11 червня 2013)
- Хусейн Озгюргюн (31 серпня 2013 ― 30 жовтня 2018)
- Ерсин Татар (30 жовтня 2018 ― сьогодення)
- Ерсан Санер (20 грудня 2020 – 31 жовтня 2021)
- Фаїз Суджуоглу (31 жовтня 2021 — сьогодення)